# Lieven van Lathem

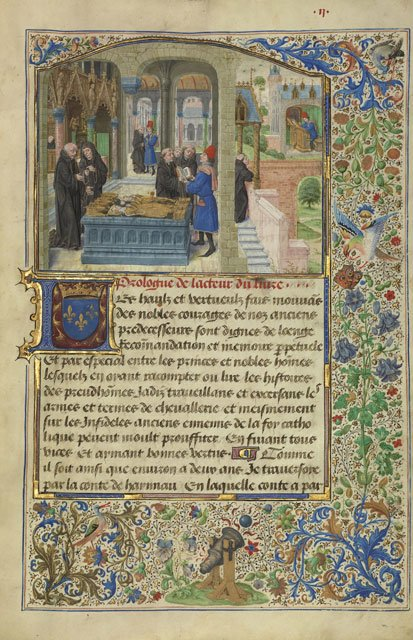
Der Autor hört von der Geschichte des Gillion de Trazegnies. Illuminierte Handschrift der Abenteuer des Gillion de Trazegnies, illustriert von Lieven van Lathem, 1464 (The J. Paul Getty Museum, Los Angeles, Ms. 111)

Lieven van Lathem (* um 1430 in Gent; † 1493 in Antwerpen) war ein bedeutender niederländischer Buchmaler, der als Hofkünstler vor allem für den burgundischen Hof und deren habsburgische Nachfolger arbeitete.

## Biografie

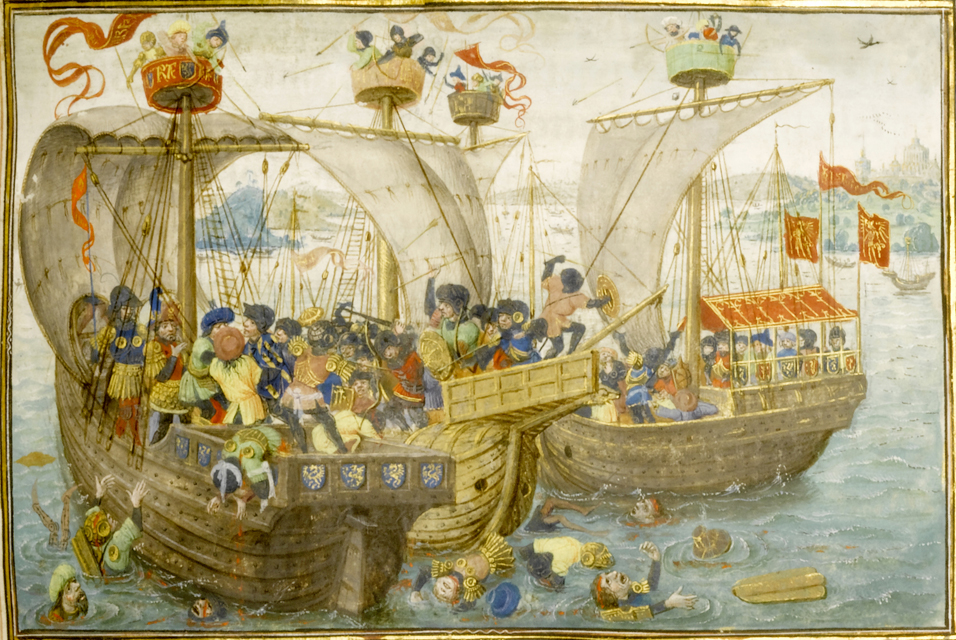
Seeschlacht aus dem Manuskript über die Abenteuer des Gillion de Trazegnies, 1464 (The J. Paul Getty Museum, Los Angeles, Ms. 111)

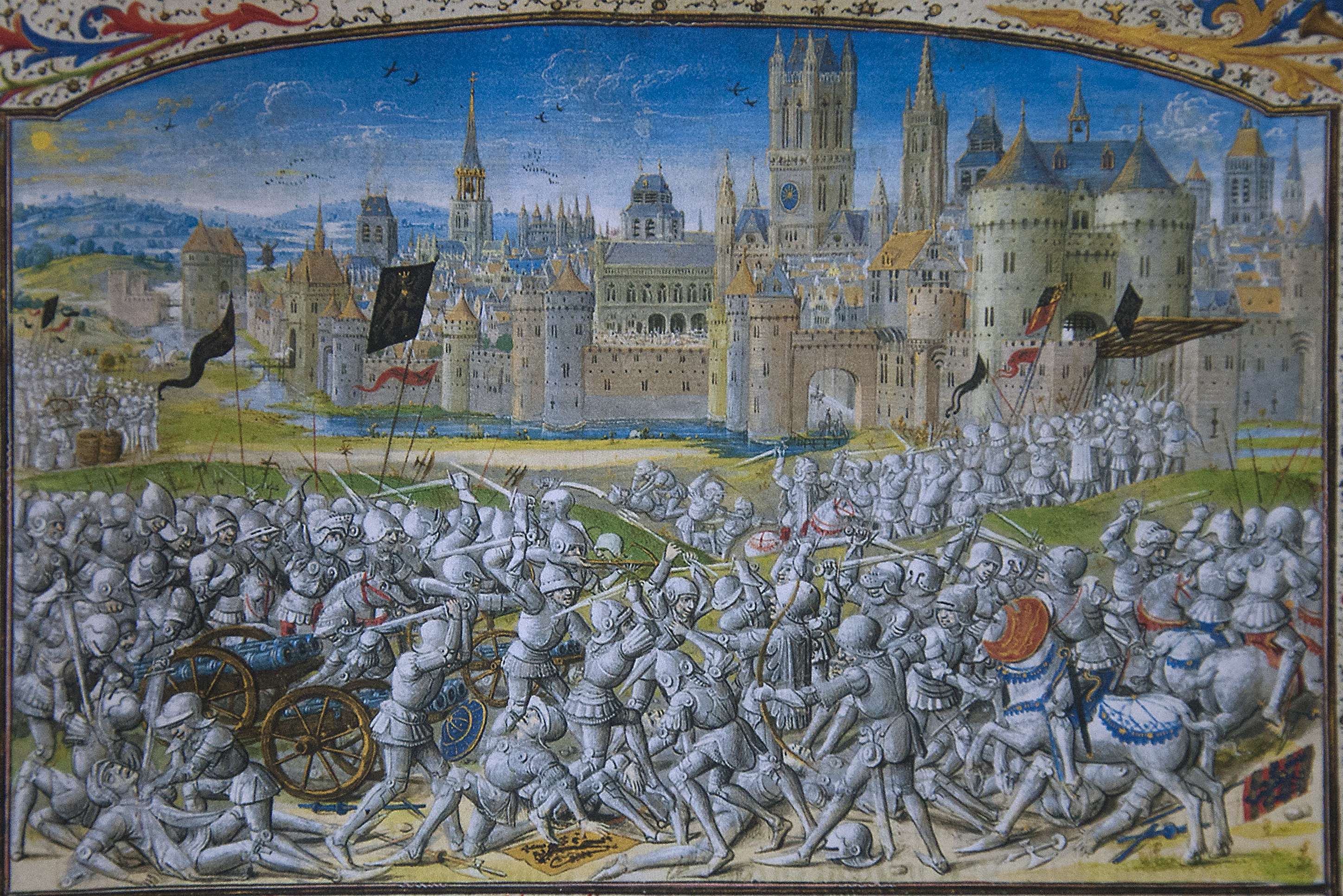
Sog. Breslauer Froissart, um 1468, Schlacht auf dem Beverhoutsveld

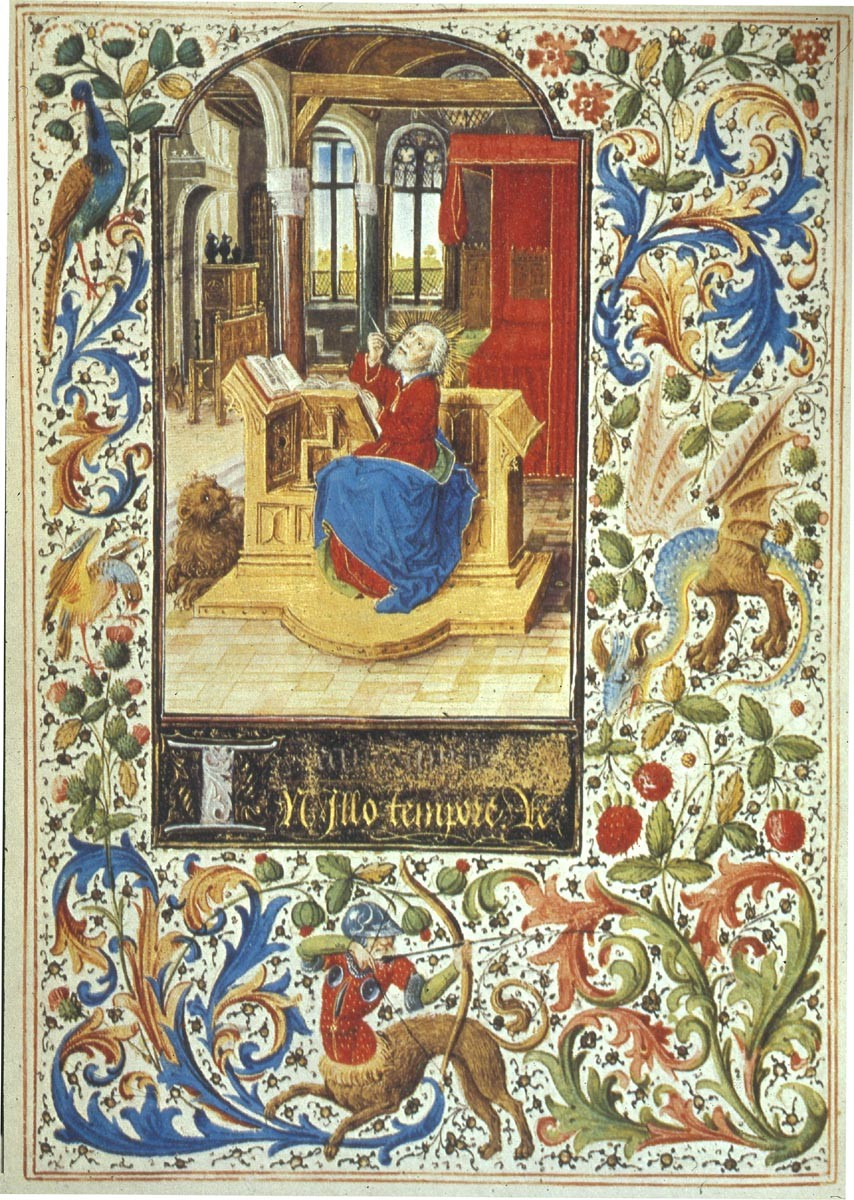
Stundenbuch der Maria von Burgund, um 1470–1475 (ÖNB, Wien cod. 1857 33r)

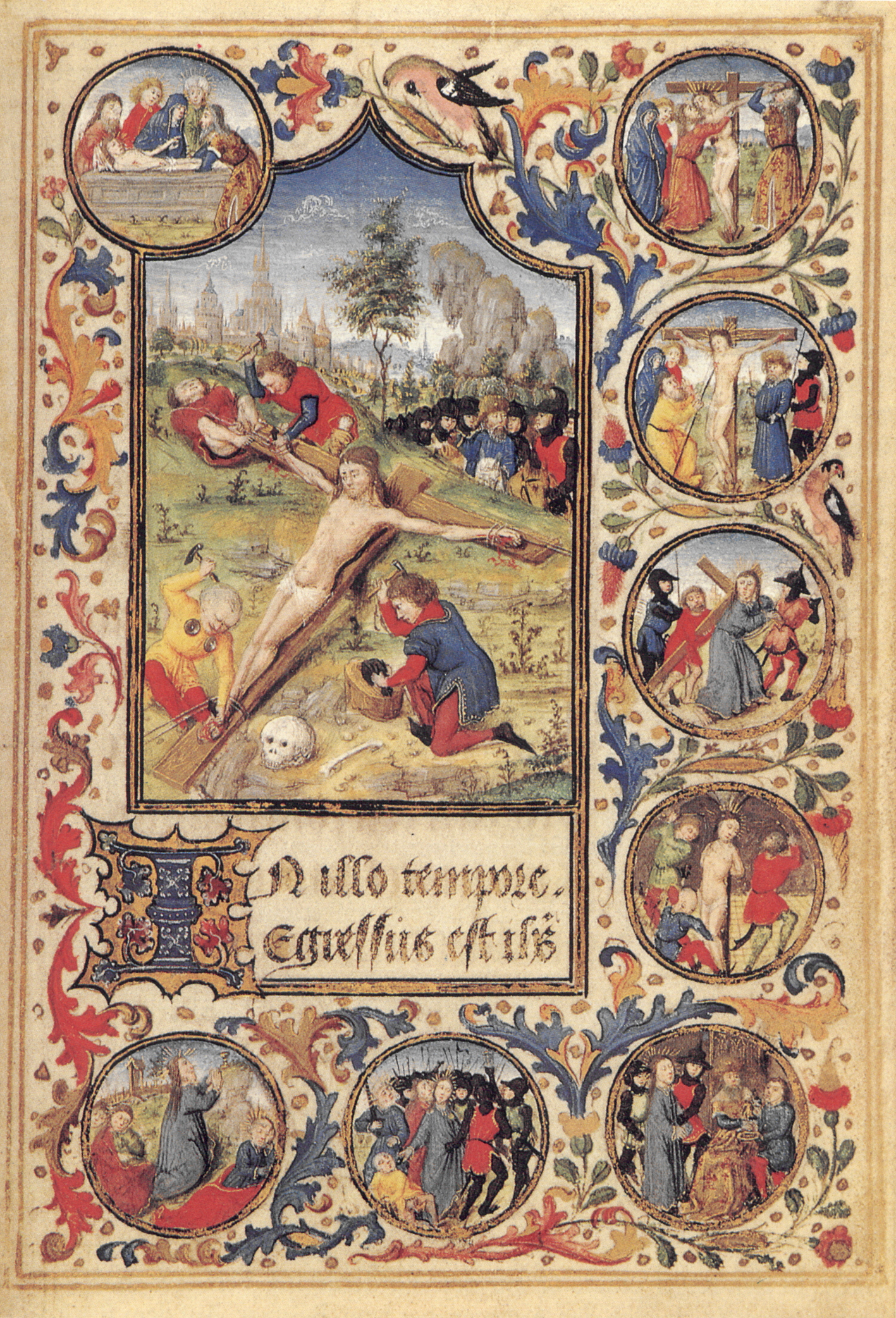
Sachsenheimgebetbuch: Kreuzigung, um 1460?

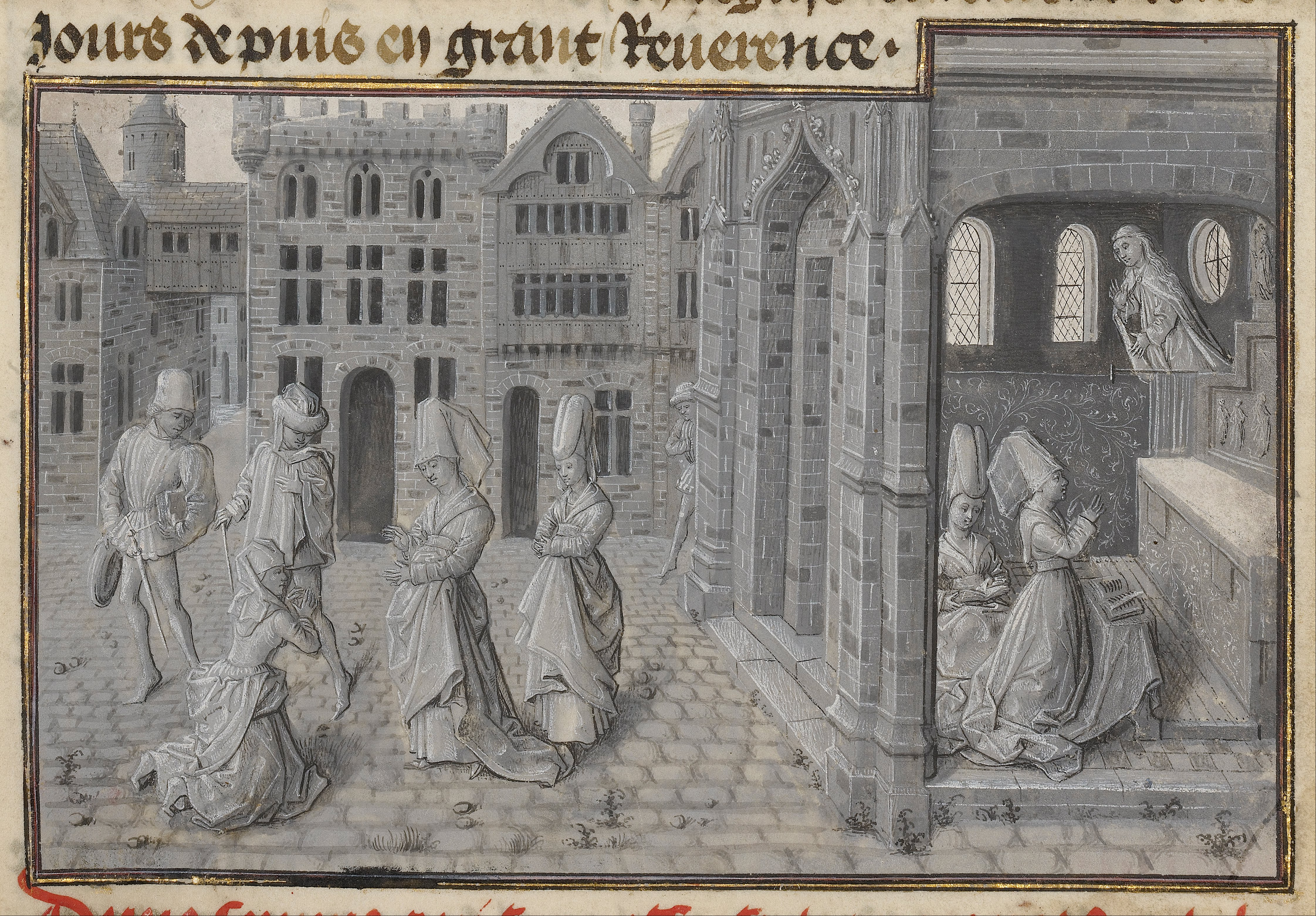
Manuskript um 1460 für Philipp den Guten (The J. Paul Getty Museum, Los Angeles, Ms. 103)

Lieven van Lathem wurde wahrscheinlich um 1430 in Gent geboren. Im Oktober 1454 wurde er dort in die Zunft der Maler aufgenommen. Dabei handelt es sich um seine erste Nennung in den überlieferten Akten. Nach eigenen Angaben arbeitete er in der Folgezeit exklusiv für den burgundischen Hof, also zunächst vor allem für Herzog Philip den Guten. Dies führte 1459 zu einem Rechtsstreit mit der Malerzunft und zu seinem Ausschluss aus dieser.
Es wird aufgrund entsprechender Werke und künstlerischen Beteiligungen angenommen, dass sich van Lathem zwischen 1459 und 1462 in den nördlichen Niederlanden, wahrscheinlich in Utrecht aufhielt, wo eine aktive Produktion von Handschriften zentriert war.
Nach seiner Rückkehr in die südlichen Niederlande wurde er 1462 Mitglied der Antwerpener Sint-Lucasgilde. Er richtete in Antwerpen eine Werkstatt ein und arbeitete bis zu seinem Tod hier hauptsächlich für Angehörige des burgundischen Hofes.
Ein wichtiger Auftrag war beispielsweise um 1464 die Illustration der Abenteuer des Gillion de Trazegnies für Ludwig von Brügge, einen bedeutenden Mäzen im Umfeld des burgundischen Hofes.
1468 hielt sich van Lathem zusammen mit zahlreichen anderen Künstlern für die Vorbereitungen der Kapitelsitzung des Ordens vom Goldenen Vlies und der Vermählung Karls des Kühnen mit Margarete von York in Brügge auf. Im folgenden Jahr wurde er 1469 in Den Haag für die Herstellung von Miniaturen in einem Gebetbuch für Karl den Kühnen (The J. Paul Getty Museum, Los Angeles, Ms. 37) bezahlt.
Spätestens ab 1487 arbeitete van Lathem für den Schwiegersohn Karls des Kühnen, den späteren deutschen Kaiser Maximilian I., und hielt sich dazu mehrfach in Brügge auf. 1490 wird er in einer Rechnung als Hofmaler („peintre du roy“) und Kämmerer („valet du chambre“) ausgewiesen.
Obwohl van Lathem auch Gemälde außerhalb der Buchproduktion gemalt haben soll, so etwa für die Hochzeitsfeierlichkeiten 1468 und 1474 für eine Tafel mit der Geburt Christi bezahlt wurde, können ihm derzeit sicher keine Gemälde zugeschrieben werden.
Lieven van Lathem starb in Antwerpen zwischen dem 14. Februar und 14. März 1493.
Lieven van Lathem wurde noch im beginnenden 16. Jahrhundert in den südlichen Niederlanden als bedeutender Maler erinnert und ihm wurden sogar fälschlich jüngere Werke zugeschrieben. Sein Sohn Jacob van Lathem wurde ebenfalls Maler, sein Sohn Lieven der Jüngere wurde Goldschmied.

## Werke
* Miracles de Notre-Dame (Paris, Bibliothèque nationale de France, ms. fr. 919), 1456–1459 oder 1462–1465 (Zuschreibung etwas umstritten, positiv bei Zenker 2018)
	* Chronik von Jerusalem (Wien, Österreichische Nationalbibliothek, Cod. 2533), um 1456 für Philipp den Guten angefertigt (Zuschreibung umstritten)
	* Sachsenheim-Gebetbuch (Württembergische Landesbibliothek Stuttgart Cod. Brev. 162), um 1460 oder etwas früher, genaue Datierung umstritten
	* Stundenbuch Philipps des Guten (Paris, Bibliothèque nationale de France, ms. nouv. acq. fr. 16428), um 1461–1467
	* Histoires de Gillion de Trazegnies (Privatsammlung Dülmen), um 1463 für Anton von Burgund, Zuschreibung an van Lathem wahrscheinlich
	* Histoires de Gillion de Trazegnies (Los Angeles, J. Paul Getty Museum ms. 111), um 1464 für  Ludwig von Brügge
	* Der sogenannte Breslauer Froissart (Berlin Staatsbibliothek: Bildarchiv Preussischer Kulturbesitz, ms. Rehdiger 3 (Depot Breslau, 1)), um 1468 (103 Miniaturen in den Bänden 2–4)
	* Stundenbuch Karls des Kühnen (Los Angeles, J. Paul Getty Museum MS 37)  1469, um 1472 und um 1480–1490, Mitarbeit van Lathems in den beiden frühen Phasen
	* Stundenbuch (Paris, Bibliothèque nationale de France, ms. n.a.lat. 215), Datierung unsicher: 1460er Jahre oder später
	* Histoire de Jason (Paris, Bibliothèque nationale de France, ms. fr. 331), gegen 1470 im Auftrag von Ludwig von Brügge (L. von Gruuthuse) entstanden (mit 18 Miniaturen von van Lathem)
	* Frontispiz der "Secret des secrets" des Pseudo-Aristoteles (Paris, Bibliothèque nationale de France, ms. fr. 562), um 1470–1475 im Auftrag von Ludwig von Brügge angefertigt
	* Stundenbuch der Maria von Burgund (Wien, Österreichische Nationalbibliothek, cod. 1857), um 1470–1475
	* Stundenbuch der Fürsten Trivulzio (Den Haag ms 472), um 1470–1475, einzelne Miniaturen
	* Stallmeisterordnung Herzog Karls des Kühnen: Ordonnance touchant la conduite du premier équier d’équierie de monseigneur le duc de Bourgogne (Wien, Österreichische Nationalbibliothek, cod. Ser. n. 2616) (Frontispiz wahrscheinlich eine Werkstattarbeit van Lathems)
	* Romulusroman (Brüssel, Königliche Bibliothek Belgiens ms. 9055), Miniatur auf fol. 194v
	* Randzeichnungen in einem Utrechter Stundenbuch der Familie Van Lochorst (Den Haag, Rijksmuseum Meermanno-Westreenianum, ms. 10 F 50), um 1460 während eines Utrechter Aufenthalts angefertigt oder später hinzugefügt

## Forschungsgeschichte
Um 1900 wurde eine Gruppe von Illuminationen in etwa einem Dutzend Handschriften als künstlerisch zusammenhängend erkannt und ihr zunächst als Urheber von Paul Durrieu der in Brügge ansässige burgundische Hofmaler Philippe de Mazerolles (um 1430–1479) zugeschrieben. Es wurde auch der Notname „Meister des Goldenen Vlies“ verwendet.
1957 führte Antoine de Schryver den Namen Lieven van Lathem in die Diskussion um diese Werkgruppe ein, indem er ein Gebetbuch Karls des Kühnen (Getty ms. 37) diesem damals noch weitgehend unbekannten Künstler zuschrieb. In der Folge wurde dieser Vorschlag aufgegriffen und konkret eine Stallmeisterverordnung Karls des Kühnen aus Antwerpen (ÖNB cod. Ser. n. 2616) über einem Urkundenbeleg mit van Lathem verbunden. Bis in die 1990er Jahre wurde aber immer wieder in Überblickswerken Philippe de Mazerolles als Urheber jener Arbeiten genannt, für die zunehmend und mit guten Argumenten van Lathem in Betracht gezogen wurde.
1996 erschien dann eine von Eva Wolf erarbeitete Monografie zu van Lathem, die die Identifizierungen von de Schryvers weitgehend bestätigt und es so erlaubt, das Leben und Wirken van Lathems recht gut zu überblicken. 2018 gibt Nina Zenker in ihrer Dissertation zu einem inzwischen anerkannten Hauptwerk van Lathems, den 103 Miniaturen in dem sogenannten Breslauer Froissart, einen Überblick über die Forschungsgeschichte und über das aktuell bekannte und akzeptierte Werk van Lathems.